# Myrdhin
Rémi Chauvet alias Myrdhin est un artiste musicien français né en 1950 à Dinan en Haute-Bretagne. C'est une des personnalités qui ont contribué à la renaissance de la harpe celtique en Bretagne. Il se produit seul ou en trio. Harpiste, chanteur, pianiste et compositeur, il se présente comme l’un des représentants des néo-bardes de Bretagne.

## Biographie

### Avant la musique celtique
Il possède des racines sud-finistériennes, à Scaër. Baigné dans la musique classique et jazz, il aborde la musique classique à 7 ans. Ses contacts avec la musique traditionnelle le conduisent vers un autre répertoire à l'âge de 14 ans.

### Ses débuts
Étudiant à Rennes, il assiste en 1969 à un concert d'Alan Stivell. Il se tourne alors vers la harpe celtique, s'initiant par lui-même à l'instrument en suivant l'unique méthode disponible, celle de Denise Mégevand, l'enseignante d'Alan Stivell. Tout jeune, basculant donc directement de la musique classique (piano) dans la musique traditionnelle, au moment de la renaissance de la harpe celtique, Rémi Chauvet prend le nom de Myrdhin (prononcer [mirzin'], terme apparenté à Merlin) et se produit sur scène dès le début des années 1970. Il devient professionnel à 21 ans (il compose Graal au cap Fréhel en 1971). Par son nom, on devine que Myrdhin trouve aussi son inspiration non loin en Pays de Brocéliande, un lieu où la légende de Merlin est répandue.
Il se distingue à divers concours, remportant le « Triskell d'Or » à Landivisiau en 1975, lauréat en 1976 du concours de harpe de la semaine panceltique de Killarney en 1976 et du concours Celtavision pendant le Kan ar Bobl de Lorient, lauréat du concours des Jeunesses Musicales de France, à Paris, en 1977 et en 1980 le concours Nansi Richards au Pays de Galles. Dès 1976, il est, au-delà des frontières, en Europe, au Québec, au Japon, l'un des premiers « pèlerins de la musique celtique ».

## Œuvre
Outre l'interprétation du répertoire traditionnel, Myrdhin crée des compositions personnelles enracinées dans la culture celtique. Ses interprétations empruntent également au répertoire poétique d'auteurs bretons du pays gallo (Angèle Vannier). 
Depuis 1975, il est l'un des rares harpistes à jouer sur harpe à cordes métal pincées. Il joue sur harpes traditionnelles, plutôt bardiques mais aussi sur électro-harpe.
En plus de 50 ans de carrière, il a enregistré 48 albums dont deux disques d'or et une nomination aux 42e Grammy Awards, tout en menant une carrière internationale.
À la harpe, il ajoute parfois aussi flûtes et percussions avec le concours de Jean-Pol Huellou (avec ses flûtes irlandaises ou japonaises en bambou) et David Hopi Hopkins (avec ses percussions originales). 
Il a participé au groupe Afro Celt Sound System (nommé aux Grammy Awards en 2000), fondé par Peter Gabriel pour accompagner un griot chanteur sénégalais Baaba Maal. On y trouve une kora, des percussions et le bouzouki d l'Irlandais Donal Lunny. L'enregistrement « expérimental » sorti en 1996 est un énorme succès. Le producteur Virgin a organisé le premier concert à Rome devant le Colisée, aux côtés de Youssou N'Dour dans le cadre de la lutte contre la faim dans le monde, devant 100 000 personnes.
Myrdhin se produit aussi, avec Zil, dans le duo de harpes celtiques Ars Celtica (album Fréhel sorti en 2000) et avec le trio Rùn (album en 2004). 
En 1984, Myrdhin participe à la création du Concours International de Harpe Celtique de Dinan. Par la suite, cette manifestation s'est structurée et étoffée en devenant un centre de rencontre international, C.R.I.H.C. avec un festival annuel. Ces « Rencontres Internationales de Harpe Celtique » sont organisées chaque été, à la mi-juillet, à Dinan. C'est l'occasion de concerts, conférences, expositions, ateliers et stages et aussi de concours destinés aux musiciens du répertoire pour harpe celtique.
Il a également été à l'origine de la création en 2003 d'un centre de ressources sous la forme d'une Maison de la Harpe (« Ti an Delenn » en breton), à Dinan.
En 2008 il crée avec Pascal Lamour, l'électro-chaman, et Zil, le groupe Magic Chaudron.

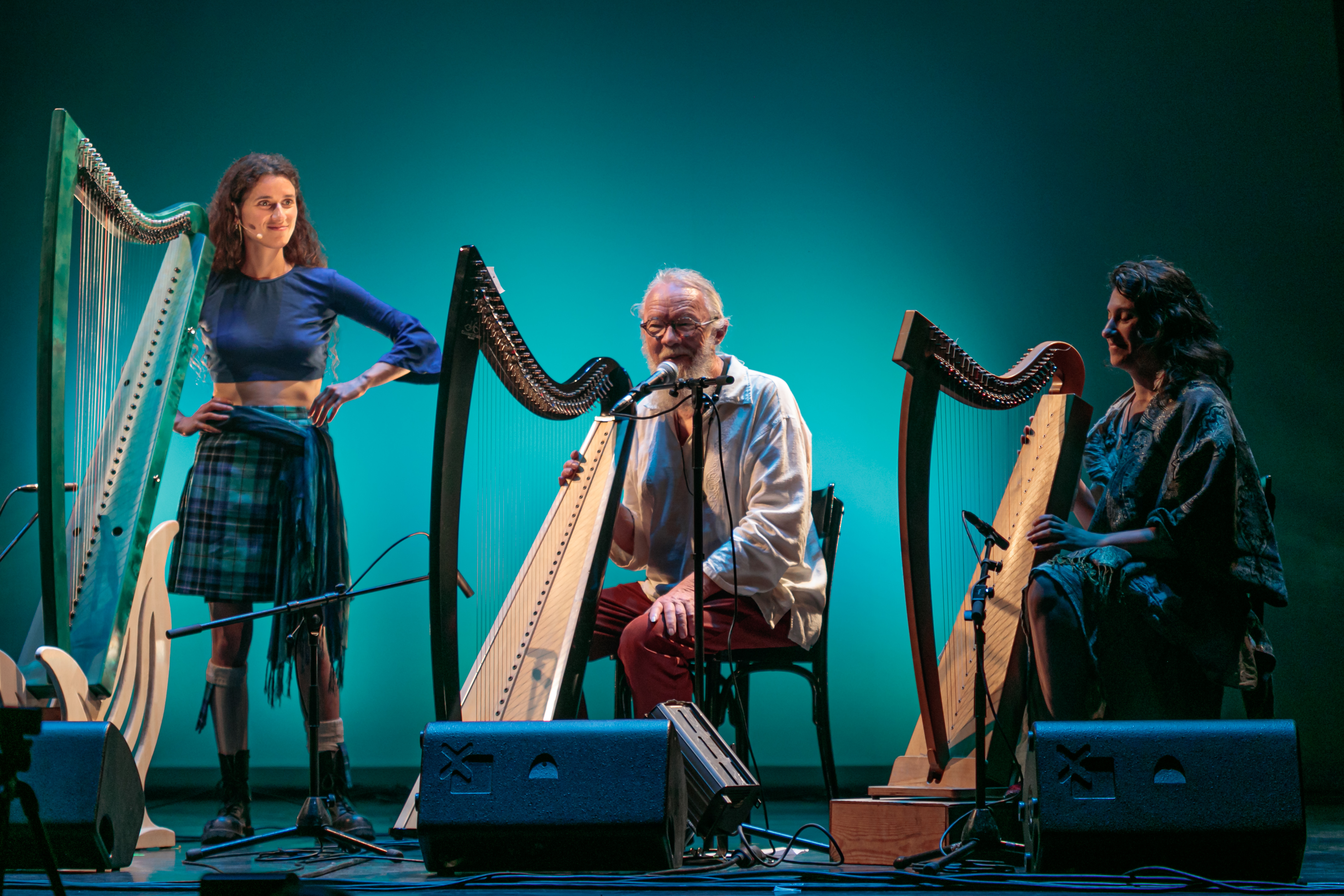
Myrdhin entouré de Morgan of Glencoe et Elisa Nicotra.

Myrdhin a également contribué à la diffusion de la harpe celtique par l'enseignement. Parmi ses élèves notables, on compte Enrico Euron, Anne Postic, Virginie « LiLi » Cardoso, Clotilde Trouillaud, Morgan of Glencoe.

### Influences
De la musique classique (piano), Myrdhin a basculé dans la musique traditionnelle, dans la mouvance de la renaissance de la harpe celtique dont le héraut est Alan Stivell, un courant musical qui commence sa percée dans les années 1960. Myrdhin se préfère plutôt harpeur que harpiste, la nuance du suffixe venant comme rappeler son souci de retrouver quelque chose de l'esprit des anciens bardes. À leur façon, il emploie ses ongles pour pincer les cordes.

### Distinctions
- Lauréat du concours des Jeunesses musicales, à Paris, en 1977.
- Plusieurs fois Prix international en Irlande et au Pays de Galles.
- Participation au groupe Afro Celt Sound  System.
- Disque d'or 1998 et nommé aux Grammy Awards en 2000.
- Chevalier des Arts et des Lettres en 2001.

## Discographie
- Trees for Two (Ria, 2020)
- La Magie de la harpe (Adf-Bayard, 2018)
- Brocéliande, que veux-tu ? (Ria, 2017)
- De la source à l’océan (Ria, 2015)
- Méditation celtique (Adf-Bayard, 2014)
- Moving Sands (BNC/Coop Breizh, 2011)
- Clarsàch (Crihc, 2010)
- D'île en île (BNC / Coop Breizh, 2009)
- Magic Chaudron (BNC / Coop Breizh, 2008) avec Pascal Lamour
- Run (Harpenciel/Coop Breizh 2004)
- Itinerari Celtici (Fairylands, 2004)
- AfroCelt vol 4 - Seed (Realworld Virgin, 2003)
- Fréhel (Kerig, 2000)
- An Delen Dir (Ethnea / Musea, 1998)
- Harpsody - Duo Ars Celtica (Kerig, 1998)
- Chants de Noël (Kerig, 1998)
- La vie de Merlin (Ria, 1998)
- A Cordes et à Cris (Iguane, 1995)
- Participation à Firin' Fouta (Island, 1994)
- Harpe Instrumental (Sony, 1992)
- Harp in Aquarius (Breizh, 1991)
- Harp et Bamboo avec Pol Huellou (Breizh, 1990)

### Afro Celt Sound System
- 2003 : « Seed » (Realworld/Virgin)
- 2001 : « Further in Time » (Realworld/virgin, )
- 1999 : Volume 2 Release (Realworld, Virgin) - nommé aux Grammy Awards en catégorie world music
- 1996 : Sound Magic (Realworld, Virgin)

## Publications
Myrdhin a publié ou écrit dans divers ouvrages sur la harpe et la musique celtique, dont :
- Les Musiques des pays celtes, Ouest-France, 2001, 121 p. (ISBN 978-2737326554)
- Anthologie de la harpe, la harpe des Celtes, La Tannerie, coll. « Tannerie GF », 2001, 190 p. (ISBN 978-2914681001)